# José Manuel Pascual
José Manuel Pascual García (Ceadea, Zamora, siglo XX) es un diplomático español. Es Embajador de España en la República de Sudáfrica (desde 2025), en concurrencia con: República de Madagascar, Reino de Lesoto, Unión de las Comoras y República de Mauricio.

## Biografía

### Familia y formación
Nació en la localidad de Ceadea, del municipio español de Fonfría, Zamora. Hijo de Manuel Pascual Álvarez, —fallecido en 2024—, era camionero y natural de Ceadea y Ana García Cancelo de Fonfría. La familia se trasladó, junto con sus dos hijos: José Manuel y Jesús, a Zamora capital.  Manteniendo la casa en Ceadea para pasar allí los fines de semana y las vacaciones.
Tras licenciarse en Derecho en la Universidad de Salamanca, ingresó en la Escuela diplomática (2002).

### Carrera diplomática
Ha estado destinado en las Embajadas de España en: Libia (Trípoli, 2004-2007), Portugal (Lisboa, 2007-2012), Brasil (Brasilia, 2016-2020) y Sudáfrica (Pretoria, 2020-2023).
En el Ministerio de Asuntos Exteriores, Unión Europea y Cooperación - MAEUEC (Madrid) ha sido: adjunto del director general de Asuntos Exteriores en la Secretaría General de Asuntos Europeos; adjunto del director general de Mercado Interior y de otras Políticas Comunitarias; vocal asesor del Gabinete del Secretario de Estado de Asuntos Exteriores (2012-2013) y Jefe de Gabinete con rango de director general de la Presidencia del Tribunal Constitucional (2013-2016); presidente del Grupo de Trabajo sobre Derecho del Mar, como vocal asesor de la Asesoría Jurídica Internacional, en Bruselas, durante la Presidencia Española de la Unión Europea (primer semestre de 2023).
Desde enero de 2025 ejerce como embajador de España en Pretoria (República de Sudáfrica).

## Distinciones
José Manuel ha recibido las siguientes distinciones:
- Medalla del Tribunal Constitucional.
- Condecoración con la Cruz al Mérito Policial con Distintivo Blanco
- Cruz de Oficial y Encomienda de la Orden del Mérito Civil.
- Cruz de Oficial y Encomienda de la Orden de Isabel la Católica.